# Джонс, Уоллес
Уоллес Клейтон «Уо-Уо» Джонс (англ. Wallace Clayton "Wah Wah" Jones; 14 июля 1926, Харлан, штат Кентукки, США — 27 июля 2014, Лексингтон, штат Кентукки, США) — американский профессиональный баскетболист, футболист, бейсболист и тренер, запомнившийся своими выступлениями на студенческом уровне в составе «Великолепной пятёрки» из «Кентукки Уайлдкэтс». Играл в Национальной баскетбольной ассоциации за клуб «Индианаполис Олимпианс». Чемпион Летних Олимпийских игр 1948 года в Лондоне.

## Ранние годы
Уоллес Джонс родился 14 июля 1926 года в городе Харлан (штат Кентукки), учился там же в одноимённой школе, в которой играл за местную баскетбольную, футбольную и бейсбольную команды. Выступая в составе школьной баскетбольной команды, установил национальный рекорд школы по количеству набранных очков (2398) и привёл её к победе в первенстве штата. Ещё в детстве Джонс приобрёл прозвище «Уо-Уо», когда его младшая сестра Джеки, которая только училась говорить, не могла произнести его имя.

## Студенческая карьера
В 1949 году закончил Кентуккийский университет, где в течение четырёх лет играл за баскетбольную команду «Кентукки Уайлдкэтс», в которой провёл успешную карьеру под руководством тренера, члена Зала славы баскетбола, Адольфа Раппа, набрав в 131 игре 1151 очко (в среднем 8,8 за игру). При Джонсе «Дикие коты» четыре года подряд выигрывали регулярный чемпионат и турнир Юго-Восточной конференции (1946—1949), а также два года подряд выходили в плей-офф студенческого чемпионата США (1948—1949), установив комбинированный, за четыре года, рекорд баскетбольной команды университета (130 побед при 10 поражениях).
Два года кряду «Кентукки Уайлдкэтс» становились чемпионами Национальной ассоциации студенческого спорта (NCAA). 19 марта 1948 года они вышли в финал четырёх турнира NCAA (англ. Final Four), где сначала в полуфинальном матче, 20 марта, обыграли команду Джорджа Кафтана и Боба Коузи «Холи-Кросс Крузейдерс» со счётом 60—52, в котором Джонс стал третьим по результативности игроком своей команды, набрав 12 очков, а затем в финальной игре, 23 марта, разгромили команду Джеки Робинсона и Рэда Оуэнса «Бэйлор Бирс» со счётом 58—42, в которой Уоллес также стал третьим по результативности игроком своей команды, набрав 9 очков. В следующем сезоне «Дикие коты» повторно вышли в финал четырёх турнира NCAA, где сначала в полуфинальном матче, 22 марта, по всем статьям обыграли команду Дуайта Эддлемана и Билла Эриксона «Иллинойс Файтинг Иллини» со счётом 76—47, в котором Джонс стал третьим по результативности игроком своей команды, набрав 9 очков, а затем в финальной игре, 26 марта, обыграли команду Боба Харриса и Джей Эл Паркса «Оклахома A&M Эггис» со счётом 46—36, в которой Уоллес стал четвёртым по результативности игроком своей команды, набрав всего 3 очка.
Кроме того в 1946 году баскетболисты «Кентукки Уайлдкэтс» стали чемпионами Национального пригласительного турнира (NIT), обыграв в финальном матче в упорной борьбе команду Род-Айлендского университета «Род-Айленд Рэмс» со счётом 46—45, а в 1947 году — вице-чемпионами этого же турнира, проиграв в финальном матче в упорной борьбе команде университета Юты «Юта Ютес» со счётом 45—49. Четыре года подряд в составе «Уайлдкэтс» Уоллес включался в 1-ю сборную всех звёзд Юго-Восточной конференции, а в сезоне 1948/1949 годов включался во 2-ю всеамериканскую сборную NCAA.
Уоллес Джонс был универсальным игроком, так как помимо баскетбола выступал также за футбольную и бейсбольную команды университета. В составе «Уайлдкэтс» по американскому футболу, в которой Уоллес также провёл успешную карьеру под руководством тренера, члена студенческого футбольного Зала славы, Бира Брайанта, он два раза включался в сборную всех звёзд Юго-Восточной конференции. Свитер с номером 27, под которым Джонс выступал за «Кентукки Уайлдкэтс», был изъят из обращения и вывешен под сводами «Рапп-арены», баскетбольной площадки, на которой «Дикие коты» проводят свои домашние матчи, кроме того он является единственным спортсменом университета Кентукки, номера которого были изъяты из обращения как в американском футболе, так и в баскетболе. Уоллес Джонс был членом международного братства Phi Delta Theta.

## Профессиональная карьера
Играл на позиции тяжёлого форварда. В 1949 году Уоллес Джонс был выбран на драфте БАА под 8-м номером командой «Вашингтон Кэпитолс», выступавшей в Национальной баскетбольной ассоциации (НБА), однако, не проведя в её составе ни одного матча, был продан в клуб «Индианаполис Олимпианс», где воссоединился со своими партнёрами по студенческой команде Алексом Грозой, Ральфом Бирдом и Клиффом Баркером, в котором провёл всю свою непродолжительную профессиональную карьеру. Всего в НБА Джонс провёл 3 сезона, в течение которых сыграл 140 игр, в которых набрал 1428 очков (в среднем 10,2 за игру), сделал 408 подборов и 429 передач.

## Карьера в сборной
В 1948 году Уоллес Джонс стал в составе сборной США олимпийским чемпионом летних Олимпийских игр в Лондоне, костяк которой составляли баскетболисты так называемой «Великолепной пятёрки» из «Кентукки Уайлдкэтс», а также игроки команды «Филлипс 66» из Любительского спортивного объединения (AAU).

## Тренерская карьера
В концовке сезона 1950/1951 годов Джонс стал временным играющим тренером в родном клубе «Индианаполис Олимпианс» (1951), сменив на этом посту своего многолетнего партнёра ещё по студенческой команде Клиффа Баркера. По итогам выступлений под его руководством клуб имел положительный баланс побед и поражений (7—5), а в общей сложности по итогам сезона «Олимпийцы» имели отрицательный баланс побед и поражений (31—37), что не помешало им выйти в плей-офф турнира НБА с четвёртого места в Западном дивизионе, где в первом же раунде они проиграли в серии команде «Миннеаполис Лейкерс» со счётом 1—2. А со следующего сезона у руля команды встал Херм Шефер, которой руководил вплоть до её ликвидации в 1953 году после банкротства.

## Дальнейшая деятельность
В 1953 году Уоллес Джонс был избран шерифом округа Фейетт (штат Кентукки). В 1956 году Уоллес был кандидатом от республиканской партии в Палату представителей США 6-го избирательного округа штата Кентукки. Несмотря на то, что президентом США в то время был республиканец Дуайт Эйзенхауэр, Джонс проиграл выборы демократу Джону Уоттсу.
В 1978 году Джонс основал чартерную автобусную компанию «Blue Grass Tours», которая заключила контракт со спортивным департаментом университета Кентукки, который в свою очередь в том же году сделал заказ на первую партию автобусов дальнего следования для перевозки спортивных команд, став клиентом компании в течение следующих нескольких лет.

## Семья и смерть
Его жену звали Эдна Болл, которая родила ему одного сына (Уоллеса-младшего) и двух дочерей (Вики и Айру Линн). Уоллес Джонс скончался в воскресенье, 27 июля 2014 года, на 89-м году жизни в городе Лексингтон (штат Кентукки).

## Статистика

### Статистика в НБА
| Сезон                                                                                    | Команда                | Регулярный сезон | Регулярный сезон | Регулярный сезон | Регулярный сезон | Регулярный сезон | Регулярный сезон | Регулярный сезон | Регулярный сезон | Регулярный сезон | Регулярный сезон | Регулярный сезон | Серия плей-офф | Серия плей-офф | Серия плей-офф | Серия плей-офф | Серия плей-офф | Серия плей-офф | Серия плей-офф | Серия плей-офф | Серия плей-офф | Серия плей-офф | Серия плей-офф |
| Сезон                                                                                    | Команда                | GP               | GS               | MPG              | FG%              | 3P%              | FT%              | RPG              | APG              | SPG              | BPG              | PPG              | GP             | GS             | MPG            | FG%            | 3P%            | FT%            | RPG            | APG            | SPG            | BPG            | PPG            |
| ---------------------------------------------------------------------------------------- | ---------------------- | ---------------- | ---------------- | ---------------- | ---------------- | ---------------- | ---------------- | ---------------- | ---------------- | ---------------- | ---------------- | ---------------- | -------------- | -------------- | -------------- | -------------- | -------------- | -------------- | -------------- | -------------- | -------------- | -------------- | -------------- |
| 1949/50                                                                                  | Индианаполис Олимпианс | 60               |                  |                  | 37,4             |                  | 75,1             | 0,0              | 3,2              |                  |                  | 12,5             | 5              |                |                | 30,1           |                | 85,3           | 0,0            | 4,4            |                |                | 14,6           |
| 1950/51                                                                                  | Индианаполис Олимпианс | 22               |                  |                  | 39,2             |                  | 79,2             | 5,7              | 3,9              |                  |                  | 11,2             | Не участвовал  | Не участвовал  | Не участвовал  | Не участвовал  | Не участвовал  | Не участвовал  | Не участвовал  | Не участвовал  | Не участвовал  | Не участвовал  | Не участвовал  |
| 1951/52                                                                                  | Индианаполис Олимпианс | 58               |                  | 22,8             | 31,3             |                  | 75,0             | 4,9              | 2,6              |                  |                  | 7,4              | 1              |                | 8,0            | 33,3           |                | -              | 0,0            | 0,0            |                |                | 2,0            |
|                                                                                          | Всего                  | 140              |                  | 22,8             | 35,5             |                  | 75,7             | 2,9              | 3,1              |                  |                  | 10,2             | 6              |                | 8,0            | 30,3           |                | 85,3           | 0,0            | 3,7            |                |                | 12,5           |
| Наведите курсор мыши на аббревиатуры в заголовке таблицы, чтобы прочесть их расшифровку. |                        |                  |                  |                  |                  |                  |                  |                  |                  |                  |                  |                  |                |                |                |                |                |                |                |                |                |                |                |